# 인터넷 연구 윤리
인터넷 연구 윤리(Internet research ethics)는 인터넷을 통해 수행되는 사회과학, 휴머니티, 과학연구의 연구 윤리를 수반한다.
특정 관심사 중에는 영어 위키백과와 연구 윤리의 예시가 있다. 일반적인 관점은 비공개 공간과 공개 공간이 인터넷상에서 모호해진다는 점이다. 이러한 예에는 수많은 반대가 있으며 모두 영어 위키백과 연구와 관련이 있다. 특히 연구자들은 참여자의 익명성을 보장하기 어려울 수 있다.. 112개의 출판된 교육기수련구논문들에 관한 한 연구에 따르면 해당 논문들 중 10개에서 참여자의 신분 정보를 식별할 수 있었다: 이들 연구들 중 대부분이 익명성 조건에서 이 데이터를 수집했다.
일부 권고와 함께한 인터넷 기반 연구의 윤리 조사는 캐나다의 Working Committee of the Interagency Advisory Panel on Research Ethics 보관됨 2016-03-06 - 웨이백 머신(PRE)에 의해 준비되었다. PRE는 2001년 11월 3곳의 캐나다 연구 기관들에 의해 설립된 외부 전문가 기구이다: 캐나다 보건 연구소(CIHR), 자연과학공학연구위원회(NSERC), 사회과학휴머니티연구위원회(SSHRC).